# Tour Nabemba
La Torre Nabemba (en francés: Tour Nabemba) es un rascacielos de oficinas en Brazzaville, República del Congo. Con 106 metros y 30 pisos, es el edificio más alto de la República del Congo. Lleva el nombre del Monte Nabemba, la montaña más alta en el país. La torre fue construida con fondos tomados en préstamo de la compañía petrolera francesa Elf Aquitaine. 
La torre fue diseñada por Jean Marie Legrand durante el plan del gobierno de cinco años y fue construida entre 1983 y 1986. Varios ministerios y oficinas de caridad están ubicadas en la torre, como la Iniciativa de Desarrollo de autoayuda Africana, la Nueva Alianza para el Desarrollo de África, y la UNESCO. La torre está situada a orillas del río Congo en el sur de la ciudad, al otro lado de Kinsasa, capital de la República Democrática del Congo.